# Jesper Madsen
Jesper Madsen ist ein dänischer Handballschiedsrichter. Mit seinem Gespannpartner Mads Hansen, der 2020 nach 24 Jahren seine langjährige erfolgreiche Zusammenarbeit mit Martin Gjeding beendete, bildet er ein Schiedsrichtergespann. Gemeinsam waren sie bei vielen internationalen Turnieren im Einsatz, darunter bei der Weltmeisterschaft 2021 in Ägypten, beim olympischen Handballturnier 2021 in Tokio, bei der Europameisterschaft 2022 in Ungarn und der Slowakei sowie bei der Weltmeisterschaft 2023 in Polen und Schweden und zuletzt bei der Handball-Europameisterschaft der Männer 2024 in Deutschland.